# Torpedero Cirujano Videla
El torpedero Cirujano Videla fue una de las unidades de la clase Viper de la Armada de Chile. Se trataba de una lancha torpedera de alta mar con capacidad para lanzar torpedos Whitehead. Su apariencia característica era proa recta, dos chimeneas en crujía y castillo con cubierta en forma de caparazón de tortuga. Fue bautizada en honor al cirujano de la Armada Pedro Regalado Videla, quien murió en servicio en la goleta Covadonga durante el combate naval de Punta Gruesa.

## Historia
Fue construida en los astilleros de Yarrow & Co. en Poplar, Inglaterra. Era gemela con las otras unidades Ingeniero Hyatt, Teniente Rodriguez, Ingeniero Mutilla, Capitán Thompson (luego, Ingeniero Mery) y Guardiamarina Contreras. Solo la Hyatt y Videla se armaron en Inglaterra, las demás fueron enviadas en cajas y armadas en Chile.
Terminada a comienzos de 1897, llega por sus propios medios a Talcahuano a fines de junio de ese mismo año.
Fue dada de baja en Chile por decreto supremo N° 1.422 de 31 de octubre de 1922.

## Armamento
Fueron un total de 3 tubos lanzatorpedos de 14" y tres cañones de tiro rápido Nordenfelt de 3 libras.

## Clase Viper

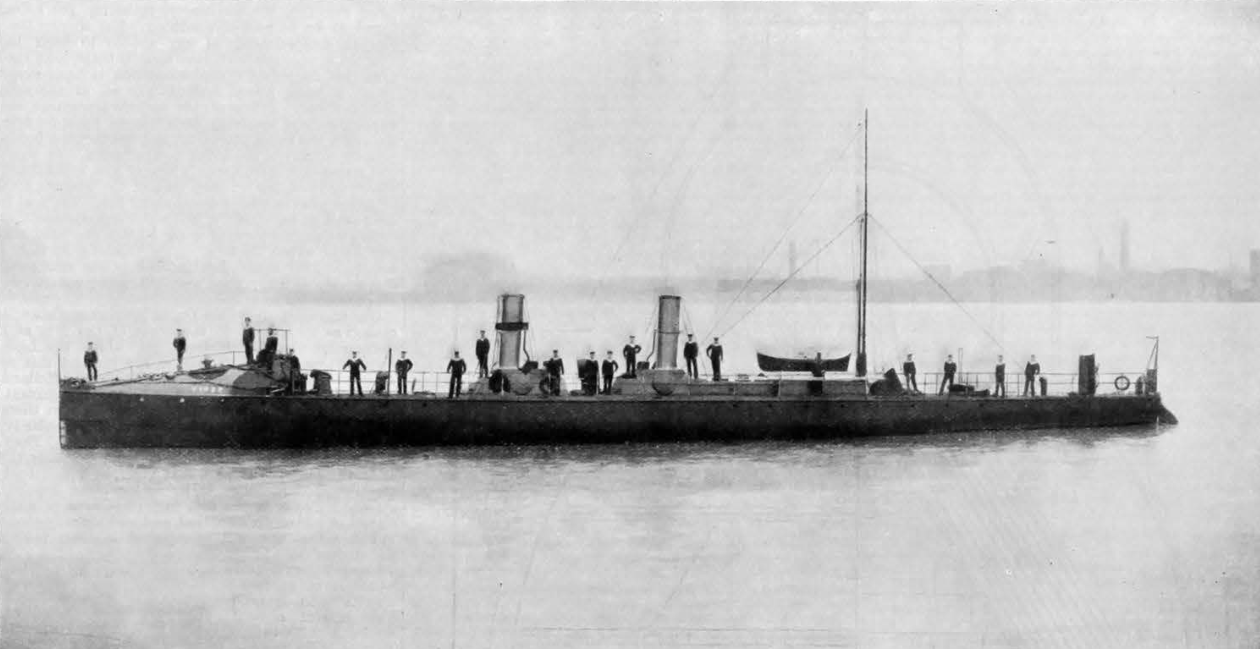
La lancha torpedera austriaca Viper en sus pruebas en el Támesis en abril de 1896

La Armada de Chile tuvo 6 lanchas torpederas similares, conocidas como clase Viper. La Viper era una lancha torpedera de alta mar de primera clase que los Astilleros Yarrow fabricaron previamente para el gobierno austriaco y que lanzaron en abril de 1896. Esta impresionó favorablemente al personal chileno, por lo que al momento de ordenar las embarcaciones se eligió como modelo. 
En detalle:
- Torpedero Cirujano Videla (1896-1922)
- Torpedero Ingeniero Mery (ex-Capitán Thompson) (1896-1922)
- Torpedero Ingeniero Hyatt (1896-1922)
- Torpedero Teniente Rodríguez (1896-1922)
- Torpedero Ingeniero Mutillla (1896-1922)
- Torpedero Guardiamarina Contreras (1896-1922)